# Canthigaster solandri
Canthigaster solandri es una especie de peces de la familia Tetraodontidae en el orden de los Tetraodontiformes.

## Morfología
Los machos pueden llegar alcanzar los 11,5 cm de longitud total.

## Reproducción
Es  monógamo.

## Alimentació
Come algas, corales, tunicas, moluscos, equinodermos, poliquetos, crustáceos y briozoos.

## Hábitat
Es un pez de mar de clima tropical y asociado a los  arrecifes de coral que vive entre 10-36 m de profundidad.

## Distribución geográfica
Se encuentra desde el África Oriental hasta las islas de la Línea, las Tuamotu, las islas Ryukyu, Nueva Caledonia, Tonga y, a veces también, las Hawái.

## Observaciones
Es inofensivo para los humanos.